# Nyala Krullaars
Nyala Krullaars (født 25. september 2001) er en kvindelig hollandsk håndboldspiller som til daglig spiller for København Håndbold.